# Kitee
Kitee (svensk: Kides) er en by og en kommune i Finland.
Byen er beliggende i det østlige Finland i landskabet Norra Karelen. Kommunen har et indbyggertal på 9.392 (31. januar 2010) og dækker et område på 1.141,32 kvadratkilometer, hvoraf 275,61 km2 er vand. 
Befolkningstætheden er 10,85 indbyggere per kvadratkilometer.
Sangskriver / keyboardist Tuomas Holopainen, guitarist Erno Vuorinen og tidligere sanger Tarja Turunen fra bandet Nightwish er fra Kitee.